# Одентал
Одентал (на немски: Odenthal) е община в Северен Рейн-Вестфалия, Германия, с 15 123 жители (към 31 декември 2015)